# Quadrichloris
Quadrichloris, rod zelenih algi u porodici Dunaliellaceae. Sastoji se od 8 priznatih vrsta.

## Vrste
1. Quadrichloris albida Skvortzov
2. Quadrichloris allorgei (Bourrelly) Fott
3. Quadrichloris arenosa Skvortzov
4. Quadrichloris carterioides (Pascher & Jahoda) Fott, tipična
5. Quadrichloris fissa (Pascher) Fott
6. Quadrichloris paupera Huber-Pestalozzi ex Ettl
7. Quadrichloris polypyrenoidosa (Ettl) Fott
8. Quadrichloris simplex Skvortzov